# Johann Joseph Keel
Johann Josef Keel (* 15. März 1837 in St. Fiden; † 12. August 1902 ebenda; heimatberechtigt in Rorschach und Rebstein) war ein Schweizer Politiker. Er war ab 1870 Regierungsrat des Kantons St. Gallen für die Katholisch-Konservative Partei (die spätere CVP) und zwischen 1875 und 1902 Mitglied des Nationalrats, welchen er im Amtsjahr 1896/97 präsidierte.

## Leben
Keel wurde als Sohn des Forstinspektors Johann Joseph und der Katharina Keel-Baumgartner in St. Fiden geboren. Er absolvierte das Gymnasium in St. Gallen und studierte danach Jurisprudenz in München, Berlin, Heidelberg und Paris. Keel heiratete 1867 Marie Benziger, welche bereits 1879 starb. Mit ihr hatte er sechs Kinder; sein ältester Sohn, Josef Keel-Schnider ist der Urgrossvater mütterlicherseits von Bundesrätin Simonetta Sommaruga. Nach dem Tod seiner Ehefrau heiratete er in zweiter Ehe Anna von Schnüringer von Einsiedeln, Schwyz. Mit ihr hatte er zwei weitere Töchter. Keel war vom 6. Dezember 1875 bis 12. August 1902 (seinem Tode) Nationalrat; ihm folgte der Jurist Thomas Holenstein. Davor war er zwischen 1867 und 1870 im St. Galler Grossrat aktiv, bevor er in den Regierungsrat gewählt wurde. Ebenda leitete er das Departement des Inneren und das Finanzdepartement. Anton Messmer folgte ihm, nach seinem Tod, in den Regierungsrat.